# Clarence Williams
Clarence Williams (Plaquemine, 8 oktober 1893 – Queens, 6 november 1965) was een Amerikaanse jazzmuzikant (zang, piano), componist, producent, muziekuitgever en -agent.

## Biografie
Clarence Williams was van Indiaanse (Choctaw) en Creoolse afkomst. Zijn vader was bassist, die een klein hotel leidde, zodat Clarence Williams zijn eerste muzikale ervaringen in het ouderlijke hotel en als straatmuzikant kon opdoen. In 1906 kwam Williams naar New Orleans. Op 12-jarige leeftijd verliet hij zijn ouderlijk huis en trok met de minstrel show van Billy Kersands als zanger door de regio. Al kort daarna aanvaardde hij tijdens de optredens van de groep de presentatie.
Nadat Williams was teruggekeerd naar New Orleans, richtte hij een firma op voor de kostuumreiniging van de talrijke pianodocenten van de stad. Hij speelde piano in de honky-tonks van het stadsdeel Storyville. In deze legendarische rosse buurt gaf Williams, die niet bekend stond voor terughoudendheid, aan dat hij sterk beïnvloed was door de invloedrijke ragtimepianist Tony Jackson, de componist van Pretty Baby. Williams speelde tijdens deze periode o.a. als beroepspianist met Sidney Bechet en Bunk Johnson.
Williams gebruikte een groot deel van zijn tijd, door zich te concentreren op de actuele stromingen binnen de muziek en hij schreef regelmatig naar New York om zich de nieuwste songs te laten toesturen. Tijdens deze periode richtte hij een eigen cabaret op en schreef hij zijn eerste commercieel op de markt gebrachte compositie Brownskin, Who You for?, die werd uitgebracht bij Columbia Records. Volgens hemzelf was zijn honorarium voor deze song ter hoogte van 1600 dollar het hoogste bedrag, dat tot dusver ooit iemand voor een song had gekregen.
Rond 1915 richtte hij samen met Armand J. Piron een muziekuitgeverij op in New Orleans, die meerdere jaren zou blijven bestaan. Piron was orkestleider, wiens bekendste compositie de song I Wish I Could Shimmy Like My Sister Kate was. In 1917 bracht hij samen met Williams een podiumprogramma tot stand, waarin Piron viool speelde en Williams optrad als pianist en zanger. Tijdens hun optredens kwamen ze in contact met W.C. Handy, die hen hielp om enkele van hun composities te verkopen in muziekzaken in Memphis. Toen een belangrijk concert in Atlanta van een zwart publiek werd omgeboekt naar een blank publiek, omdat zoveel blanken waren geïnteresseerd aan de muziek, verzocht Handy Williams en Piron om met hem samen te werken om het programma verder te verbeteren. Het concert werd een triomf en het duo uit New Orleans beëindigde de tournee.
Sinds deze tijd claimde Williams voor zich, de eerste songwriter te zijn geweest, die het woord jazz op een gedrukt notenblad heeft gebruikt. Op zijn visitekaarten stond voortaan The Originator of Jazz and Boogiewoogie vermeld. Williams partner bij vele songs van deze tijd werd Spencer Williams, die echter geen familie was. Hun nummers I Ain't Gonna Give Nobody None o' This Jelly-Roll en Royal Garden Blues werden klassiekers van de dixieland-stijl.
Nadat Storyville was worden gesloten en de nieuwe talenten nu eerder te vinden waren in de noordelijke steden, verhuisde Williams in 1920 van New Orleans naar Chicago. In de nabijheid van het Vendome Theater opende hij een muziekzaak, die zo succesvol was, dat hij spoedig nog twee verdere muziekzaken opende. In dat jaar nam Mamie Smith Perry Bradfords songs Crazy Blues en It's Right Here For You op. Toen het publiek, dat hier voor de eerste keer een zwarte vrouw hoorde zingen, meer daarvan wilde, kreeg Williams een nieuwe zakelijke ingeving en bracht voortaan opnamen van zwarte blueszangeressen op de markt.
In 1921 trouwde Williams met de blueszangeres Eva Taylor. Ze was een van de eerste vrouwelijke blueszangeressen, die optrad op de radio. Haar vertolkingen en haar stijl beïnvloedden vele latere zangsterren. Onder de songs, die zij en haar echtgenoot produceerden en opvoerden, was ook de song May We Meet Again, geschreven in herinnering aan onze vereerde Florence Mills, een van de populairste zwarte podiumsterren uit deze tijd.
Williams had het marktpotentieel voor de verkoop van de muziek uit New Orleans in het noorden ontdekt en omdat New York het centrum was van de muziekbusiness, verkocht hij in 1923 zijn muziekzaken in Chicago en verhuisde daarheen. Hij huurde ruimtes in het gebouw van het Gaiety Theatergebouw aan Broadway, waarin zich al andere Afro-Amerikaanse entertainers, waaronder Bert Williams, Will Vodery, Pace and Handy en Perry Bradford hadden gevestigd. Hij nam nog in februari van hetzelfde jaar de eerste platen op met Bessie Smith bij Columbia Records. In 1929 nam hij met haar ook Nobody Knows You When You’re Down and Out op.
Al spoedig werkten verdere uit New Orleans afkomstige muzikanten met hem samen, waaronder James P. Johnson en Fats Waller. Van 1923 tot 1928 was Williams artiesten- en repertoiredirecteur van Okeh Records en ontdekte hij voortdurend nieuwe talenten. Tijdens deze periode organiseerde hij talrijke sessies en bevorderde daarmee de carrières van vele grootheden van de vroege jazz, zoals Louis Armstrong en Sidney Bechet. Hij stelde o.a. de jazzmuzikanten Don Redman, King Oliver en Coleman Hawkins te werk.
Tussen 1923 en 1937 werd Williams een erkend producent, die maandelijks minstens twee opnamesessies organiseerde en die onder zijn eigen naam meer dan 300 platen opnam. Een van zijn eigenaardigheden was, een nummer op te nemen met een firma en indien hem de resultaten niet aanstonden, dezelfde sessie met een andere firma onder een andere naam op te nemen. Twee pseudoniemen die hij daarbij gebruikte, waren de Dixie Washboard Band en de Blue Grass Foot Warmers.
In 1927 maakte Williams zijn eerste pogingen in het muziektheater. Hij schreef het boek en de muziek voor de show Bottomland, waarin zijn echtgenote Eva Taylor de hoofdrol speelde. De show was geen uitzonderlijk succes, zijn overige zaken floreerden echter. Tot 1943 vervolgde hij zijn zaken en verkocht daarna zijn hele collectie van meer dan 2000 songs aan Decca Records voor het bedrag van 50.000 dollar.
Van eind jaren 1930 tot 1956 bracht Williams de meeste tijd door met de compositie van nieuwe nummers. In 1956 werd hij tijdens een ongeval gegrepen door een taxi en werd blind door de gevolgen daarvan. De acteur Clarence Williams III is zijn neef.

## Discografie
- ????: I Wish I Could Shimmy Like My Sister Kate (als uitgever - geen componist, vermoedelijk oorspronkelijk Armstrongs Katie's Head gekocht door Piron en Williams)
- 1919: I Ain't Gonna Give Nobody None o' this Jelly-Roll [de] (met Spencer Williams)
- 1919: Sugar Blues
- 1919: Baby Won't You Please Come Home
- 1919: Royal Garden Blues (met Spencer Williams)
- 1922: Is not Nobody's Business If I Do
- ????: Shout, Sister, Shout
- ????: You Missed A Good Woman
- ????: That Ought To Do It
- ????: Look What A Fool I've Been
- ????: Got To Cool My Doggies Now
- ????: I Can Beat You Doing What You're Doing Me
- 1933: My Bucket's Got a Hole in It

### Singles
- 1924: 'Tain't Nobody's Bizness If I Do
- 1925: Everybody Loves My Baby
- 1925: Cake Walkin' Babies from Home
- 1927: Baby, Won't You Please Come Home